# Simbabwische Cricket-Nationalmannschaft in England in der Saison 2003
Die Tour der simbabwischen Cricket-Nationalmannschaft nach England in der Saison 2003 fand vom 22. Mai bis zum 7. Juni 2003 statt. Die internationale Cricket-Tour war Bestandteil der Internationalen Cricket-Saison 2003 und umfasste zwei Tests. England gewann die Test-Serie 2–0.

## Vorgeschichte
Für beide Mannschaften war es die erste Tour der Saison.
Das letzte Aufeinandertreffen der beiden Mannschaften bei einer Tour fand in der Saison 2001/02 in Simbabwe statt.
Die Tour war umstritten, da England zuvor beim Cricket World Cup 2003 sich weigerte auf Grund der Menschenrechtssituation seine Spiele dort auszutragen.
Am 15. April 2003 bestätigte Simbabwe das die Tour stattfinden würde.

## Stadien
Die folgenden Stadien wurden für die Tour als Austragungsort vorgesehen.
| Stadion               | Stadt             | Kapazität | Spiele  |
| --------------------- | ----------------- | --------- | ------- |
| Emirates Durham       | Chester-le-Street | 17.000    | 2. Test |
| Lord’s Cricket Ground | London            | 30.000    | 1. Test |

## Kaderlisten
Simbabwe benannte seinen Kader am 15. April 2003.
England benannte seinen Kader am 17. Mai 2003.
| Test | Test |
| England | Simbabwe |
| --- | --- |
| - Nasser Hussain (K) - James Anderson - Mark Butcher - Ashley Giles - Stephen Harmison - Richard Johnson - Robert Key - Anthony McGrath - Alec Stewart (wk) - Marcus Trescothick - Michael Vaughan | - Heath Streak (K) - Andy Blignaut - Stuart Carlisle - Dion Ebrahim - Sean Ervine - Grant Flower - Travis Friend - Douglas Hondo - Ray Price - Tatenda Taibu (wk) - Mark Vermeulen |

## Tour Matches
| 3. – 5. Mai Scorecard | Birmingham | British Universities 146 (63.1) & 263 (73.4) | – | Zimbabweans 376 (98) & 37-0 (3.4) |
|                       |            | Zimbabweans gewinnt mit 10 Wickets           |   |                                   |

| 9. – 12. Mai Scorecard | Worcester | Worcestershire 262 (60.5) & 247 (79.4) | – | Zimbabweans 334 (126.2) & 175 (62) |
|                        |           | Unentschieden                          |   |                                    |

| 15. – 18. Mai Scorecard | Hove | Zimbabweans 395 (122.5) | – | Sussex 179-4 (48.1) |
|                         |      | Remis                   |   |                     |

| 30. May – 2. Juni Scorecard | Shenley | Middlesex 516-6d (138.5) & 222-2d (38) | – | Pakistan 401-4d (108) & 221-5 (65) |
|                             |         | Remis                                  |   |                                    |

## Tests

### Erster Test in London
| 22. – 24. Mai Scorecard | London (Lord’s) | England 472 (133.1)                           | – | Simbabwe 147 (55) & 233 (68.5) (f/o) |
|                         |                 | England gewinnt mit einem Innings und 92 Runs |   |                                      |

### Zweiter Test in Chester-le-Street
| 5. – 7. Juni Scorecard | Chester-le-Street | England 416 (127.1)                           | – | Simbabwe 94 (32.1) & 253 (93.4) (f/o) |
|                        |                   | England gewinnt mit einem Innings und 69 Runs |   |                                       |

## Statistiken
Die folgenden Cricketstatistiken wurden bei dieser Tour erzielt.
| Tests              | Tests      | Tests   | Tests   | Tests   | Tests   | Tests   | Tests   | Tests   |
| Batting            | Batting    | Batting | Batting | Batting | Batting | Batting | Batting | Batting |
| Spieler            | Mannschaft | Spiele  | Innings | Runs    | Average | HS      | 100s    | 50s     |
| ------------------ | ---------- | ------- | ------- | ------- | ------- | ------- | ------- | ------- |
| Mark Butcher       | England    | 2       | 2       | 184     | 92,00   | 137     | 1       | 0       |
| Anthony McGrath    | England    | 2       | 2       | 150     | 75,00   | 81      | 0       | 2       |
| Dion Ebrahim       | Simbabwe   | 2       | 4       | 135     | 33,75   | 68      | 0       | 2       |
| Travis Friend      | Simbabwe   | 2       | 4       | 108     | 36,00   | 65*     | 0       | 1       |
| Ashley Giles       | England    | 2       | 2       | 102     | 51,00   | 52      | 0       | 2       |
| Marcus Trescothick | England    | 2       | 2       | 102     | 51,00   | 59      | 0       | 1       |
| Bowling            |            |         |         |         |         |         |         |         |
| Spieler            | Mannschaft | Spiele  | Overs   | Wickets | Average | BBI     | 5W      | 10W     |
| James Anderson     | England    | 2       | 64      | 11      | 20,27   | 5/73    | 1       | 0       |
| Steve Harmison     | England    | 2       | 58.5    | 9       | 16,44   | 4/55    | 0       | 0       |
| Heath Streak       | Simbabwe   | 2       | 71.1    | 7       | 23,28   | 4/64    | 0       | 0       |
| Richard Johnson    | England    | 1       | 34      | 6       | 16,66   | 6/33    | 1       | 0       |
| Mark Butcher       | England    | 2       | 19.5    | 5       | 15,40   | 4/60    | 0       | 0       |
| Andy Blignaut      | Simbabwe   | 2       | 49.1    | 5       | 38,20   | 3/96    | 0       | 0       |

## Player of the Series
Als Player of the Series wurden die folgenden Spieler ausgezeichnet.
| Serie | Player of the Series      |
| ----- | ------------------------- |
| Test  | Mark Butcher Heath Streak |

### Player of the Match
Als Player of the Match wurden die folgenden Spieler ausgezeichnet.
| Spiel   | Player of the Match |
| ------- | ------------------- |
| 1. Test | Mark Butcher        |
| 2. Test | Richard Johnson     |